# Castillo de Deleitosa
El castillo de Deleitosa es una fortaleza situada en el término municipal de Deleitosa, provincia de Cáceres, Extremadura. Se tiene constancia documental desde el siglo XIV.

## Etimología
Según la tradición, el nombre puede venir del de un castillo-prisión que por el siglo XII y posteriores que había en esa zona llamada «Prisión delitosa», por los delitos cometidos por los encarcelados. Otra acepción viene de deleite, que puede proceder de la función que ejercía un convento que fundó  San Pedro de Alcántara, también en la misma zona, donde expiaban sus culpas los monjes que habían cometido pecado carnal.

## Historia
Parece ser que el personal que tenía la Orden de Alcántara se instalaron en las estribaciones de la Sierra de Breña, que era lugar de paso de ganaderos y comerciantes, sin que esto sea más que una tradición oral de los habitantes de la zona. El primer dato documentado aparece en el siglo XIV, cuando el rey Alfonso IX cedió los señoríos de Deleitosa y Almaráz a Juan Alonso Gómez, en 1343. Cuando las tropas francesas durante la  Guerra de la Independencia ocuparon la zona del castillo y sus inmediaciones destruyeron los pocos restos del mismo que todavía quedaban en pie.

## Construcción
Solo queda un pequeño lienzo casi inapreciable junto a una vivienda del pueblo que se construyó adosada a él.